# Grzbiet Australijsko-Antarktyczny

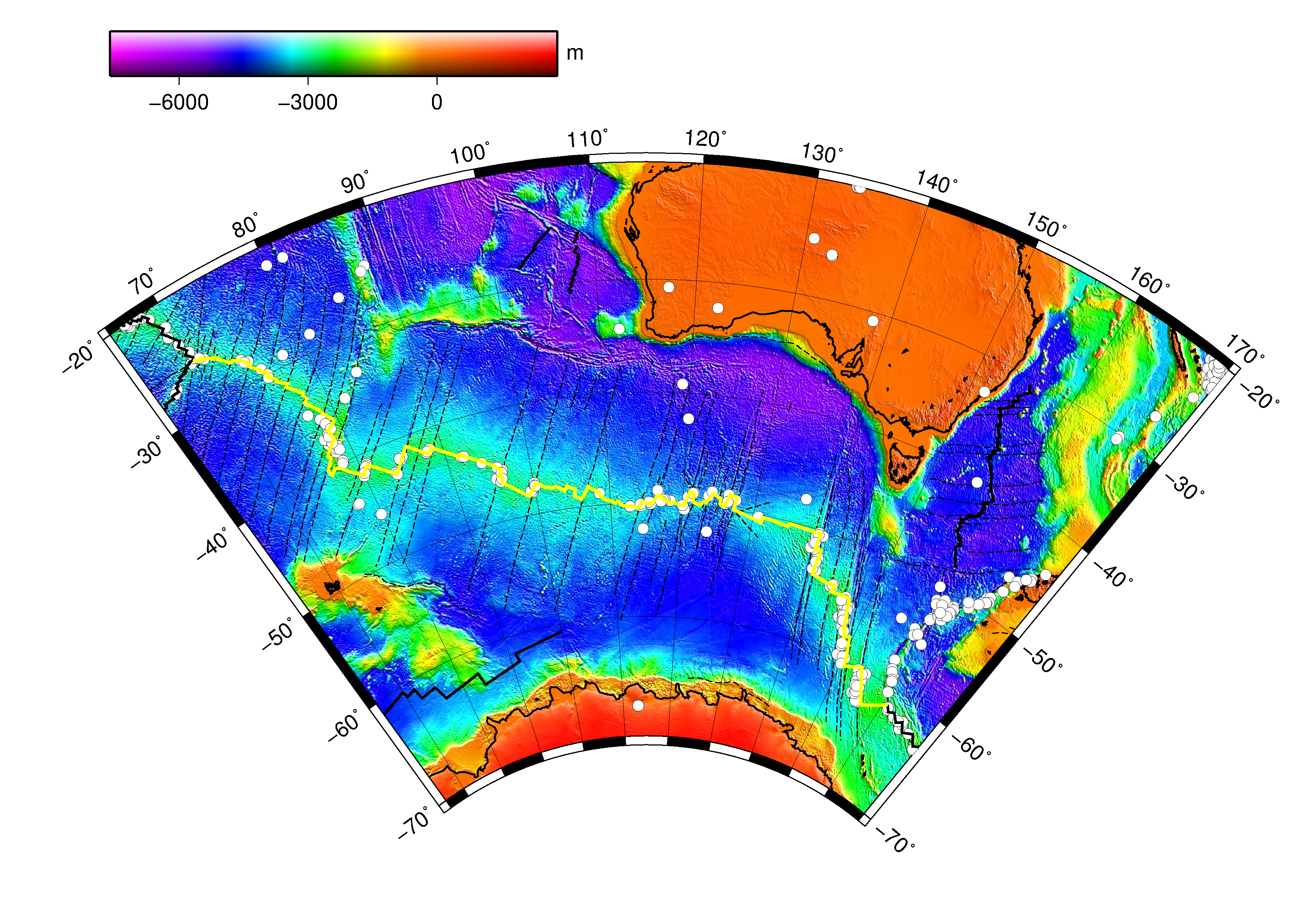
Grzbiet Australijsko-Antarktyczny (żółty)

Grzbiet Australijsko-Antarktyczny - fragment systemu śródoceanicznych grzbietów pomiędzy  Australią i Antarktydą.
Grzbiet Australijsko-Antarktyczny oddziela płytę australijską (płytę indoaustralijską) od płyty antarktycznej.
Przecina południowo-wschodnią część Oceanu Indyjskiego, północną Oceanu Południowego i południowo-zachodnią Spokojnego. 
Na północnym zachodzie w węźle potrójnym Rodrigues, w pobliżu wyspy Rodrigues, Grzbiet Australijsko-Antarktyczny łączy się z Grzbietem Środkowoindyjskim oraz Grzbietem Zachodnioindyjskim. Na północnym wschodzie, w węźle potrójnym Macquarie, w pobliżu wyspy Macquarie, łączy się z Grzbietem Południowopacyficznym oraz z Grzbietem Macquarie (uskokiem transformującym Macquarie).